# Metzdorf (Bliesdorf)
Metzdorf ist ein Dorf, das zur Gemeinde Bliesdorf im Landkreis Märkisch-Oderland gehört.

## Geographische Lage
Das Dorf liegt sechs Kilometer südlich von Wriezen und drei Kilometer südlich von Bliesdorf. Direkt am Ort führt die B 167 vorbei. Das alte Ort bildet von der B 167 ab eine Sackgasse mit Dorfanger.

## Geschichte
Bereits in der Früheisenzeit lebten auf dem Gebiet des heutigen Metzdorf Menschen, so wurden Urnengräber aus dem 4./5. Jahrhundert vor Christus gefunden. Das jetzige Dorf wurde im Mittelalter gegründet, erwähnt wird der Ort als Mertenstorp erstmals im Jahre 1300. Im Mittelalter gehörte der Ort zum Besitz des Zisterzienserinnen-Klosters Friedland. Im Dreißigjährigen Krieg wurde das Dorf wesentlich zerstört. Friedrich II. schenkte der Familie Lestwitz das Gebiet des Amtes Friedland, so kam auch Metzdorf in den Besitz der Familie. Im Jahre 1818 erwarben die Bauern ihre Grundstücke.
Im Jahre 1953 wurde eine LPG Typ I und 1957 eine LPG des Type III gegründet.

## Baudenkmale
Zwei Baudenkmale stehen in Metzdorf unter Denkmalschutz.
- Die Dorfschule, Metzdorf 25: die Dorfschule befindet sich in der Mitte des Dorfes auf dem Anger. Der Vorgängerbau wurde 1894 abgerissen, an gleicher Stelle entstand das heutige Gebäude. Es wurde am 7. Oktober 1894 eingeweiht. Neben einem Klassenraum befand sich eine Lehrerwohnung im Haus. Das Haus ist ein Ziegelbau mit Satteldach, welches mit Schiefer gedeckt war.
- Die Hofanlage Metzdorf 27: Von dem Dreiseithof blieben das Wohnhaus und ein Stall erhalten. Das Wohnhaus wurde 1795 erbaut. Es ist ein giebelständiges Haus mit Satteldach. Der Stall wurde 1895 errichtet. Er diente Pferden und Rindern als Unterkunft.